# Rhytidoponera terrestris
Rhytidoponera terrestris är en myrart som beskrevs av Ward 1984. Rhytidoponera terrestris ingår i släktet Rhytidoponera och familjen myror. Inga underarter finns listade i Catalogue of Life.